# Суон-Хилл
Суон-Хилл — город на северо-западе Виктории. Город находится на южном берегу реки Муррей.

## Климат
Суон-Хилл имеет полузасушливый климат с жарким летом и холодной зимой.
| Показатель              | Янв. | Фев. | Март | Апр. | Май  | Июнь | Июль | Авг. | Сен. | Окт. | Нояб. | Дек. | Год   |
| ----------------------- | ---- | ---- | ---- | ---- | ---- | ---- | ---- | ---- | ---- | ---- | ----- | ---- | ----- |
| Абсолютный максимум, °C | 46,2 | 46,9 | 42,0 | 36,9 | 28,0 | 25,0 | 23,0 | 27,8 | 34,1 | 38,4 | 44,0  | 45,8 | 46,9  |
| Средний максимум, °C    | 32,9 | 32,1 | 28,4 | 23,7 | 18,7 | 15,4 | 14,6 | 16,8 | 20,1 | 23,7 | 27,9  | 30,1 | 23,7  |
| Средний минимум, °C     | 15,9 | 16,0 | 12,6 | 8,8  | 6,1  | 4,3  | 3,6  | 4,0  | 6,0  | 7,8  | 11,7  | 13,3 | 9,2   |
| Абсолютный минимум, °C  | 6,0  | 7,0  | 4,1  | −0,3 | −2,2 | −5   | −5,2 | −3   | −1,2 | −1   | 1,0   | 5,0  | −5,2  |
| Норма осадков, мм       | 30,9 | 24,3 | 15,9 | 16,5 | 25,6 | 23,2 | 28,5 | 29,4 | 26,4 | 24,2 | 51,8  | 22,4 | 317,9 |

## Демография
88 % людей, живущих в Суон-Хилле родились в Австралии. К мигрантам относятся: итальянцы (1,4 %), англичане (1 %), новозеландцы (0,4 %), шотландцы (0,3 %), афганцы (0,3 %).

## Известные жители
- Известный писатель Джеймс Олдридж вырос в Суон-Хилле. Он описал Суон-Хилл периода Великой Депрессии 1930-х годов в серии романов «Святая Елена».